# Сквер сибирских кошек
Сквер сибирских кошек находится в Центральном административном округе Тюмени по нечётной стороне улицы Первомайской между улицами Республики и Ленина.

## История
На месте нынешнего сквера в центре города на улице Первомайской возле здания старой типографии установили три постамента с фигурами кошек и назвали их «Аллея кошек». Автором проекта выступила Марина Альчибаева.
Но после обустройства «Аллеи кошек» местный краевед Татьяна Гарданова провела в Сибири и в Санкт-Петербурге опрос блокадников Ленинграда, местных жителей, исследование архивов, истории отправки спецвагонами из Тюмени в Великую Отечественную войну сибирских кошек для борьбы с крысами в Эрмитаже, и опубликовала доказательную статью, в подзаголовок которой включила название «Сквер сибирских кошек». Статья вышла в интернете на городском форуме и была перепечатана несколькими газетами Тюмени и Санкт-Петербурга.
Помимо газетных статей Санкт-Петербургское телевидение выпустило в эфир   интервью с тюменским краеведом Татьяной Гардановой к годовщине  блокады Ленинграда в цикле "Ленинградская победа".
Название интервью  "Хвостатый десант" в память об отправке мышеловов в эшелоне "Тюмень-Ленинград": на связи со студией программы "Утро в Петербурге Татьяна Гарданова, краевед"(Телевидение "Санкт-Петербург" tvspb.ru).
Впоследствии городская управа Тюмени объявила конкурс на название сквера. Победило название «Сквер сибирских кошек». Аллею кошек переименовали по итогам заседания комиссии по присвоению наименований и переименованию улиц и других частей городского округа, и это название стало официальным с 12 ноября 2008 года. Вопреки названию фигуры не изображают кошек сибирской породы.
Название сквера связано с тем, что в Ленинграде, только что пережившем блокаду, почти не осталось кошек, и город был буквально заполонён крысами. Для борьбы с крысами тюменцы первоначально отправили в Ленинград целый вагон кошек. Есть мнение, что всего из Сибири в Ленинград было отправлено около 5 тысяч котов и кошек.
Вдоль сквера установлены гранитные тумбы и фонари, на которых установлены чугунные скульптуры кошек, покрытые золотой краской. На прикреплённой к тумбе памятной табличке сообщается о спасении Эрмитажа кошками из Сибири. Для установки тумб со скульптурами для изначальной Аллеи кошек потребовалось спилить большую часть деревьев и кустарников.